# Methesis semirufa
Methesis semirufa är en spindelart som beskrevs av Simon 1896. Methesis semirufa ingår i släktet Methesis och familjen flinkspindlar. Inga underarter finns listade i Catalogue of Life.